# Йохан Вилхелм фон Хардег-Глац
Йохан Вилхелм фон Хардег-Глац (на немски: Johann Wilhelm, Graf von Hardegg-Glatz; † 1635) е австрийски граф на Хардег в Глац и в Махланде в Долна Австрия.

## Произход
Той е син на граф Зигизмунд II фон Хардег (1539 – 1599) и втората му съпруга Магдалена фон Вид († 1606), дъщеря на граф Йохан IV фон Вид-Рункел, Изенбург и Дирздорф († 1581) и графиня Катарина фон Ханау-Мюнценберг (1525 – 1588/1593).

## Фамилия
Йохан Вилхелм фон Хардег-Глац се жени пр. 17 септември 1596 г. за Естер-Елизабет фон Херберщайн († сл. 3 март 1612), дъщеря на фрайхер генерал-фелдмаршал Леополд фон Херберщайн († 1606) и Юлия ди Мадруцо († сл. 1568). Те имат две дъщери:
- Регина фон Хардег-Глац-Махланде, омъжена за граф Хайнрих Венцел фон Турн и Валсасина († 1599)
- Йохана Сузана фон Хардег-Глац-Махланде († сл. 10 декември 1635 или 1639), омъжена на 9 септември 1621 г. за втория ѝ братовчед граф Юлиус III фон Хардег (* 21 март 1594; † 27 април 1684)